# Stjepan Milardović
Stjepan Milardović (* 17. November 1953 in Split) ist ein ehemaliger kroatischer Fußballspieler.

## Karriere
Stjepan Milardović spielte in der Saison 1976/77 für die SpVgg Bayreuth in der 2. Bundesliga. In der nächsten Saison wechselte er zum FC St. Pauli in die Bundesliga und hatte dabei 24 Einsätze und schoss zwei Tore. Mit 18:50 Punkten mussten die Hamburger den Gang in die 2. Liga antreten. Dort hatte er weitere 17 Einsätze für den FC St. Pauli. In der Saison 1979/80 spielte er in der Südstaffel für den FV 04 Würzburg.